# Будь моим парнем на пять минут
«Будь моим парнем на пять минут» (англ. Nick and Norah's Infinite Playlist) — американская романтическая комедия 2008 года с Майклом Сера и Кэт Деннингс. По роману Рэйчел Кон и Дэвида Левитана «Бесконечный плейлист Ника и Норы».
Работа над фильмом началась в 2003 году под руководством продюсера Керри Кохански Робертс, когда она прочитала одноимённый роман Кон и Левитана, решив снять по нему полнометражный фильм. В 2005 году Скафария наняли написать сценарий, а Соллетт подписал контракт, заняв место режиссёра в 2006 году. Основные съёмки проходили с октября по декабрь 2007 года, заняв 29 дней, в окрестностях Манхэттена и Бруклина в Нью-Йорке. Основная часть съёмок проходила в ночное время, поэтому актёры отсыпались днём.
Премьера фильма состоялась 6 сентября 2008 года на Международном Фестивале в Торонто, а на экраны картина вышла 3 октября 2008 года. Сборы составили в три раза больше, тем самым окупив свой бюджет в $10 млн. Официальный альбом с саундтреком поступил в продажу 23 сентября 2008, а на DVD и Blu-Ray фильм вышел 3 февраля 2009 года. Картина собрала, в основном, положительные отзывы и многочисленные номинации на различные премии: Спутник, GLAAD Media Awards, MTV Movie Awards и Golden Reel Award.

## Сюжет
Ника бросает его девушка Трис, и он не находит покоя, названивает ей на автоответчик и посылает ей собственноручно изготовленные миксы. Трис насмехается над его творчеством, выбрасывая его миксы в мусор. Совсем другого мнения о сборниках Ника одноклассница Трис — Нора.
Друзья Ника, Том и Дэв, пытаются вытянуть его на концерт их совместной группы. Он отказывается, но когда слышит о готовящемся конспиративном концерте группы «Зайки», он, их большой фанат, выбирается из дома. На поиски «Заек» отправляется и Нора со своей подругой Кэролайн, и Трис со своим новым парнем. Все они вместе оказываются на концерте группы Ника. Трис хочет найти парня Норе, а та, чтобы доказать Трис, что у неё уже есть парень, просит незнакомца (им оказывается Ник) стать её парнем на пять минут, и целует его. Ник решает помочь Норе отвезти домой порядком накачавшуюся Кэролайн. Его машина глохнет, и на помощь приходят его друзья. Они забирают Кэролайн и чинят авто Ника. У Друзей план: они отвезут пьяную подругу домой, а Ник наконец познакомится с новой девушкой.
Кэролайн сбегает от своих спасителей, и Ник с Норой, объединившись с друзьями, отправляются на её поиски. Это оказывается непросто, но они находят её на шоу трансвеститов, изображающей рождественскую ёлку. Трис, увидев Ника с Норой, начинает ревновать и решает вернуть Ника себе. Ник покидает друзей и отвозит Трис домой, а Нора возвращается к своему внезапно обнаружившемуся парню Толу. Но оба понимают, что это не то, и воссоединяются вновь. Нора привозит Ника в знаменитую студию Electric Lady Studios, которой владеет её отец. Там они переходят к активным действиям, но их порывы страсти прерывает звонок друзей, нашедших «Заек». Перед концертом, где собираются все действующие лица, происходит окончательное выяснение отношений. Ник бросает Трис, Нора бросает своего парня. Ник и Нора сбегают с первыми лучами рассвета, оставив так долго разыскиваемый концерт.

## В ролях
- Майкл Сера — Ник О’Лири[1][1][2][3][4][5][6](Роль дублировал Николай Быстров)
- Кэт Деннингс — Нора Сильверберг[1][1][7][8][9] (Роль дублировала Ксения Кладько)
- Эри Грейнор — Кэролайн[1][4][4][10][10](Роль дублировала Юлия Рудина)
- Алексис Дзена — Трис[1][11]
- Аарон Ю — Том[12]
- Рафи Гаврон — Дэв[13] (роль дублировал Андрей Лёвин)
- Джей Барушель — Тоул[14]
- Джонатан Б. Райт — Летарио
- Эдди Кэй Томас — Парень Грейнор, Иисус в кабаре

Роли-камео исполнили Девендра Банхарт, Джон Чо, Сет Майерс, Энди Сэмберг и Кевин Корриган.
Авторы книги, по которой снят фильм, Рэйчел Кон и Дэвид Левитан, сыграли пылкую пару, которая принимает Ника за таксиста.

## Производство

### Съёмки
Съёмки картины с бюджетом в $10 миллионов начались в конце октября и закончились в начале декабря 2007 года. Съёмки продлились 29 дней, блоками по одной неделе, а картина стала первой, получившей субсидию со стороны правительства Нью-Йорка в рамках программы «Made in NY». В основном съёмки проходили в Ист-Виллидже и Нижнем Ист-Сайде на Манхэттене, а также Уиллиямсбурге в Бруклине. Съёмки проходили в таких местах, как рестораны «Katz’s Delicatesse» и «The Veselka», бары «Mercury Lounge», «Don Hill» и «Arlene’s Grocery», а также на железнодорожном вокзале «Pennsylvania Station» и автобусной станции «Port Authority Bus Terminal». Бар «Union Pool» в Бруклине также сняли в фильме, изменив название на «Brooklyn Pool», а в качестве студии отца Норы использовали «Electric Lady Studios». Также часть сцен была отснята в павильонах в Бруклине.

## Релиз

### Кассовые сборы
Бюджет фильма составил $10 млн. В прокате с 3 октября по 16 ноября 2008 года, наибольшее число показов в 2,421 кинотеатрах единовременно. За время проката собрал в мире $33 506 137 из них $31 487 293 в США и $2 018 844 в остальном мире.

### Выход на видео
Релиз фильма на DVD и Blu-ray в США состоялся 3 февраля 2009 года. Издание содержало следующие бонусные материалы:
- Аудиокомментарий Питера Соллетта, Майкла Серы, Кэт Деннингс и Эри Грейнор
- Аудиокомментарий Питера Соллетта, Рэйчел Кон, Дэвида Левитана и Лорэн Скафарии
- Ролик «A Nick & Norah Puppet Show By Kat Dennings»
- Ролик «Ari Graynor’s Video Diary: A Look Behind-The-Scenes»
- Музыкальный клип Бишопа Аллена на песню «Middle Management»
- Раскадровки (англ. storyboards) с возможностью прослушивания комментариев
- Шуточное интервью с Майклом Сера, Кэт Деннингс и Эдди Кэй Томасом
- Удалённые сцены
- Неудачные дубли
- Фотогалерею

Правами на телевизионный показ картины в США обладает канала «Starz».

## Музыка
| №   | Название                 | Исполнитель           | Длительность |
| --- | ------------------------ | --------------------- | ------------ |
| 1.  | «Speed of Sound»         | Chris Bell            | 5:11         |
| 2.  | «Lover»                  | Devendra Banhart      | 3:40         |
| 3.  | «Middle Management»      | Bishop Allen          | 2:44         |
| 4.  | «Ottoman»                | Vampire Weekend       | 4:02         |
| 5.  | «Riot Radio»             | The Dead 60s          | 2:22         |
| 6.  | «Fever»                  | Takka Takka           | 3:12         |
| 7.  | «Xavia»                  | The Submarines        | 4:34         |
| 8.  | «After Hours»            | We Are Scientists     | 3:52         |
| 9.  | «Our Swords»             | Band of Horses        | 2:26         |
| 10. | «Silvery Sleds»          | Army Navy             | 4:15         |
| 11. | «Baby, You're My Light»  | Richard Hawley        | 2:54         |
| 12. | «Very Loud»              | Shout Out Louds       | 4:05         |
| 13. | «How to Say Goodbye»     | Paul Tiernan          | 3:28         |
| 14. | «Last Words»             | The Real Tuesday Weld | 4:57         |
| 15. | «Nick and Norah's Theme» | Mark Mothersbaugh     | 5:10         |

Также в фильме звучали:
1. «12 Gays Of Christmas» — Lorene Scafaria
2. «All The Wine» — The National
3. «Boys Don’t Cry» — The Cure
4. «Dramamine» — Modest Mouse
5. «Go Deep» — Silas Hite & Mark Mothersbaugh
6. «Insistor» — Tapes ‘N Tapes
7. «Just The Way You Are» — Billy Joel
8. «Karate» — Kennedy
9. «Kennedy» — Ratatat
10. «Little Motel» — Modest Mouse
11. «Missed The Boat» — Modest Mouse
12. «Negative» — Project Jenny, Project Jan
13. «Screw the Man» — Jerk Offs
14. «Secret Identity» — The Jealous Girlfriends
15. «Slight Of Hand» — Army Navy
16. «Snoopy» — Playboys
17. «Sonido Total» — The Pinker Tones
18. «Trust Your Stomach» — Marching Band
19. «Twilight» — Sune Rose Wagner (The Raveonettes)
20. «Wannabe» — Spice Girls
21. «Where There’s A Will There’s A Whalebone» — Islands
22. «Why» — Colin Kiddy
23. «William Tell Overture» — Albert Fox
24. «You Don’t Have to Say You Love Me (Io Che Non Vivo Senza Te)» — Dusty Springfield
25. «You Sexy Thing» — Hot Chocolate